# Kevon Seymour
Kevon Seymour (Pasadena, 30 novembre 1993) è un giocatore di football americano statunitense che milita nel ruolo di cornerback per i Baltimore Ravens della National Football League (NFL).

## Carriera

### Buffalo Bills
Al college, Seymour giocò a football con gli USC Trojans. Fu scelto nel corso del sesto giro (218º assoluto) nel Draft NFL 2016 dai Buffalo Bills. Debuttò come professionista subentrando nella gara del secondo turno contro i New York Jets mettendo a segno a un tackle.

### Carolina Panthers
Nel 2017, Seymour fu scambiato con i Carolina Panthers.

## Statistiche
| Partite totali      | 15 |
| Partite da titolare | 3  |
| Tackle totali       | 22 |
| Sack                | 0  |
| Intercetti          | 0  |
| Fumble forzati      | 0  |